# 地上デジタル放送推進協会
社団法人地上デジタル放送推進協会（しゃだんほうじん ちじょうデジタルほうそう すいしんきょうかい、通称・D-pa）は、かつて日本の地上デジタルテレビ放送の普及を推進する目的で存在していた社団法人。統廃合され、現在は社団法人デジタル放送推進協会。

## 概要
地上デジタルテレビジョン放送が本格的に全国展開するのに伴い、その普及推進を図るため2003年7月23日に設立され、傘下に各地域の推進協会も併せて設立された。
2006年11月、BSデジタル放送の普及を推進する団体である社団法人BSデジタル放送推進協会（通称・BPA）と事業を統合する事が発表された。
2007年4月1日にこの統合を実施、BPAがBSデジタル放送における各種エンジニアリングサービスを行う委託放送事業者認定（放送局の免許に相当する）を維持する必要があったため存続法人となり、地上テレビジョン及びBS両デジタル放送の普及推進と地上・BSアナログテレビジョン放送の終了を周知する団体として活動を行う、社団法人デジタル放送推進協会（通称・Dpa）と名称を改めた。よってD-paは消滅したが、統合後団体のDpaは構成員である放送事業者が圧倒的に多かった旧D-paを基本とした組織となり、所在地も旧D-paと同一となっている。